# 增本綺良
增本綺良（日语：／ Masumoto Kira */?，2002年1月12日—）是日本偶像藝人，為女子偶像團體櫻坂46成員，兵庫縣出身，所屬經紀公司為Seed & Flower。2020年以櫸坂46二期生身分出道。

## 經歷
2018年8月19日，增本通過坂道系列聯合徵選。11月，包含增本在內的其餘18名成員則未被分配至任何團體，開始以「坂道研修生」的身份活動
2019年9月6日，坂道研修生的官方網站正式上線，並公開了個人資料。
2020年2月16日，於SHOWROOM直播中被宣布分配至櫸坂46。
2023年1月至3月間，擔任TBS節目《LOVE it!》的週三常規嘉賓。2月15日發行的櫻坂46第5張單曲《櫻月》中，首次獲選為單曲選拔成員。4月7日，開始與成員井上梨名、大沼晶保、武元唯衣一同擔任朝日電視台節目《Sakura Meets》的固定班底。

## 人物
她最初接觸偶像的契機是乃木坂46，第一位喜歡的成員是大園桃子。希望成為能夠像坂道系列的前輩們一樣，打動人心的人。最憧憬的存在是平手友梨奈，而最喜歡的成員則是菅井友香。她曾送給擔任初代隊長的菅井一件寫有「親分」（老大）的T恤，而自己則穿著「子分」（小弟）字樣的T恤，展現獨特的關係。
在徵選審查中，她演唱了《Maru Maru Mori Mori!》，但因為沒有記住舞步，所以只是站著唱完。
她以獨特的言行舉止和角色特色著稱，例如「給蚊子判刑」、將碎紙機命名為「増本きる」（取日文「切る」之意），因此被稱為「櫻坂的終極武器」。藤吉夏鈴曾為她取了「大不思議2」的綽號。
她的粉絲名稱為「キラのナカマ」，個人常用的第一人稱為「ワシ」「オイラ」「オラ」。
喜愛的動物是貓與爬蟲類，家中養了兩隻名為「コロン」和「メロン」的黑貓。此外，她還飼養了豹紋守宮，並以已畢業的前輩守屋茜命名為「アカネちゃん」與「モリヤちゃん」。對昆蟲類沒有畏懼，可以觸碰蜉蝣、蟑螂、蜜蜂等。
中學時期曾加入管樂社，負責的樂器是小號。擅長魔術方塊，最快能在37秒內完成六面還原。
她曾宣佈組建一個由後輩組成的「キラキッズ」軍團，限額三人，最後三期生的村山美羽和小田倉麗奈分別成為「1號」與「2號」。而前輩土生瑞穗也提出申請，成為「3號」。該組織已解散。
個人應援色為 橙。

## 音樂作品
- 標註「★」符號表示該首歌曲有拍攝MV。

### 單曲
櫸坂46
|   | 發行日期      | 單曲名稱         | 參與歌曲名稱     | MV | 備註     |
| - | ------------- | ---------------- | ---------------- | -- | -------- |
| - | 2020年8月21日 | 誰來鳴響那鐘聲？ | 誰來鳴響那鐘聲？ | ★  | 數字單曲 |

櫻坂46
|      | 發行日期       | 單曲名稱                | 參與歌曲名稱           | MV | 備註   |
| ---- | -------------- | ----------------------- | ---------------------- | -- | ------ |
| 1st  | 2020年12月09日 | Nobody's fault          | 為什麼我沒有墜入愛河？ | ★  |        |
| 1st  | 2020年12月09日 | Nobody's fault          | Plastic regret         |    |        |
| 2nd  | 2021年04月14日 | BAN                     | 比我想像中更不寂寞     | ★  |        |
| 2nd  | 2021年04月14日 | BAN                     | 那就是愛啊             |    |        |
| 2nd  | 2021年04月14日 | BAN                     | 櫻坂之詩               |    |        |
| 3rd  | 2021年10月13日 | 流彈                    | Sonia                  |    |        |
| 3rd  | 2021年10月13日 | 流彈                    | Dead end               | ★  |        |
| 4th  | 2022年04月06日 | 五月雨啊                | 我的兩難               | ★  |        |
| 4th  | 2022年04月06日 | 五月雨啊                | I'm in                 |    |        |
| 4th  | 2022年04月06日 | 五月雨啊                | 行車間距               | ★  |        |
| 5th  | 2023年02月15日 | 櫻月                    | 櫻月                   | ★  | 選拔   |
| 5th  | 2023年02月15日 | 櫻月                    | 遺憾                   | ★  |        |
| 5th  | 2023年02月15日 | 櫻月                    | 或許是真實             |    |        |
| 5th  | 2023年02月15日 | 櫻月                    | 靈魂的Liar             |    |        |
| 5th  | 2023年02月15日 | 櫻月                    | 直到那一天             |    |        |
| 6th  | 2023年06月28日 | Start over!             | Start over!            | ★  | 選拔   |
| 6th  | 2023年06月28日 | Start over!             | 聯合工廠               |    | Center |
| 6th  | 2023年06月28日 | Start over!             | 一瞬之馬               |    |        |
| 6th  | 2023年06月28日 | Start over!             | 無人機盤旋中           | ★  |        |
| 7th  | 2023年10月18日 | 承認欲求                | 承認欲求               | ★  | 選拔   |
| 7th  | 2023年10月18日 | 承認欲求                | 縫隙風啊               | ★  |        |
| 7th  | 2023年10月18日 | 承認欲求                | 井蓋之上               |    |        |
| 8th  | 2024年02月21日 | 想回到幾歲的時候？      | 想回到幾歲的時候？     | ★  | 選拔   |
| 8th  | 2024年02月21日 | 想回到幾歲的時候？      | 哭吧 Hold me tight!    |    |        |
| 9th  | 2024年06月26日 | 自業自得                | 彼此相愛吧             | ★  |        |
| 9th  | 2024年06月26日 | 自業自得                | 關於伊莎貝爾           |    | [ 26 ] |
| 10th | 2024年10月23日 | I want tomorrow to come | 我無法喜歡上自己       | ★  |        |
| 10th | 2024年10月23日 | I want tomorrow to come | 暴風雨之前，世界的終結 |    |        |
| 10th | 2024年10月23日 | I want tomorrow to come | 19歲的加列特餅         |    |        |
| 11th | 2025年2月19日  | UDAGAWA GENERATION      | Nothing special        | ★  |        |
| 11th | 2025年2月19日  | UDAGAWA GENERATION      | 紋白蝶確定在飛舞       |    |        |
| 11th | 2025年2月19日  | UDAGAWA GENERATION      | ULTRAVIOLET            |    |        |
| 12th | 2025年6月25日  | Make or Break           | 港區西洋芹             | ★  |        |
| 12th | 2025年6月25日  | Make or Break           | 儘管思念你             |    |        |

### 專輯
櫻坂46
|      | 發行日期       | 專輯名稱     | 參與歌曲名稱     | 備註 |
| ---- | -------------- | ------------ | ---------------- | ---- |
| 01st | 2022年08月03日 | As you know? | 因條件反射而哭泣 |      |
| 2nd  | 2025年04月30日 | Addiction    | Addiction        |      |

## 演出

### 綜藝節目
- LOVE it!（2023年1月4日－3月29日，TBS電視台）- 週三常規嘉賓[8][27]
- 堀內健和大家都是朋友（日语：ホリケンのみんなともだち）（朝日電視台）
  - #68（2023年3月22日）[28]
  - #69（2023年3月29日）[29]
  - #72（2023年6月20日）[30]
  - #75（2023年8月15日）[31]
  - #81（2024年2月22日）[32]
  - #88（2024年8月19日）[33]
  - #89（2024年9月16日）[34]
- Sakura Meets（2023年4月7日－，朝日電視台）- 固定班底[11]
- 順帶一提…（日语：これ余談なんですけど・・・）（2024年11月6日－13日，朝日放送電視台）[35]

### 廣告
- 日本環球影城「ユニハロ」（2023年8月8日－10月31日）[36]

## 外部連接
- 櫸坂46個人介紹頁 （页面存档备份，存于）（日語）
- 櫻坂46個人介紹頁 （页面存档备份，存于）（日語）
- 增本綺良 官方部落格 - 櫸坂46官方網站（2020年4月10日－10月12日）（日語）
- 增本綺良 官方部落格 （页面存档备份，存于） - 櫻坂46官方網站（2020年10月16日－）（日語）
- 增本 綺良（櫻坂46）的SHOWROOM專頁（日語）